# Сервопривод
Сервопри́вод (от лат. servus — слуга, помощник, раб), или следя́щий при́вод — механический привод с автоматической коррекцией состояния через внутреннюю отрицательную обратную связь, в соответствии с параметрами, заданными извне.

## Описание
Сервоприводом является любой тип механического привода (устройства, рабочего органа), имеющий в составе датчик (положения, скорости, усилия и т. п.) и блок управления приводом (электронную схему или механическую систему тяг), автоматически поддерживающий необходимые параметры на датчике (и, соответственно, на устройстве) согласно заданному внешнему значению (положению ручки управления или численному значению от других систем).
Проще говоря, сервопривод является «автоматическим точным исполнителем» — получая на вход значение управляющего параметра (в режиме реального времени), он «своими силами» (основываясь на показаниях датчика) стремится создать и поддерживать это значение на выходе исполнительного элемента.
К сервоприводам, как к категории приводов, относится множество различных регуляторов и усилителей с отрицательной обратной связью, например, гидро-, электро-, пневмоусилители ручного привода управляющих элементов (в частности, рулевое управление и тормозная система на тракторах и автомобилях), однако термин «сервопривод» чаще всего (и в данной статье) используется для обозначения электрического привода с обратной связью по положению, применяемого в автоматических системах для привода управляющих элементов и рабочих органов.
Сервоприводы в настоящее время применяются в высокопроизводительном оборудовании следующих отраслей: машиностроение; автоматические линии производства: напитков, упаковки, стройматериалов, электроники и т. д., подъемно-транспортная техника; полиграфия; деревообработка, пищевая промышленность.

## Состав сервопривода
1. Привод — например, электромотор с редуктором, или пневмоцилиндр,
2. Датчик обратной связи — например, датчик угла поворота выходного вала редуктора (энкодер),
3. Блок питания и управления (он же преобразователь частоты / сервоусилитель / инвертор / servodrive).
4. Вход/конвертер/датчик управляющего сигнала/воздействия (может быть в составе блока управления).

Простейший блок управления электрического сервопривода может быть построен на схеме сравнения значений датчика обратной связи и задаваемого значения, с подачей напряжения соответствующей полярности (через реле) на электродвигатель. Более сложные схемы (на микропроцессорах) могут учитывать инерцию приводимого элемента и реализовывать плавный разгон и торможение электродвигателем для уменьшения динамических нагрузок и более точного позиционирования (например, привод головок в современных жёстких дисках).
Для управления сервоприводами или группами сервоприводов можно использовать специальные ЧПУ-контроллеры, которые можно построить на базе программируемых логических контроллеров (ПЛК).
Мощность двигателей: от 0,05 до 15 кВт.

Крутящие моменты (номинальные): от 0,15 до 50 Н·м.

## Сравнение с шаговым двигателем
Другим вариантом точного позиционирования приводимых элементов без датчика обратной связи является применение шагового двигателя. В этом случае схема управления отсчитывает необходимое количество импульсов (шагов) от положения репера (этой особенности обязан характерный шум шагового двигателя в дисководах 3,5" и CD/DVD при попытках повторного чтения). При этом точное позиционирование обеспечивается параметрическими системами с отрицательной обратной связью, которые образуются взаимодействующими между собой соответствующими полюсами статора и ротора шагового двигателя. Cистема управления шаговым двигателем, активизирующая соответствующий полюс статора, формирует cигнал задания для соответствующей параметрической системы.
Так как датчик обычно контролирует приводимый элемент, электрический сервопривод имеет следующие преимущества перед шаговым двигателем:
- не предъявляет особых требований к электродвигателю и редуктору — они могут быть практически любого нужного типа и мощности (а шаговые двигатели, как правило, маломощны и тихоходны);
- гарантирует максимальную точность, автоматически компенсируя:
  - механические (люфты в приводе) или электронные сбои привода;
  - постепенный износ привода, шаговому же двигателю для этого требуется периодическая юстировка;
  - тепловое расширение привода (при работе или сезонное), это было одной из причин перехода на сервопривод для позиционирования головок в жестких дисках;
  - обеспечивая немедленное выявление отказа (выхода из строя) привода (по механической части или электронике);
- большая возможная скорость перемещения элемента (у шагового двигателя наименьшая максимальная скорость по сравнению с другими типами электродвигателей);
- затраты энергии пропорциональны сопротивлению элемента (на шаговый двигатель постоянно подаётся номинальное напряжение с запасом по возможной перегрузке);

Недостатки в сравнении с шаговым двигателем
- необходимость в дополнительном элементе — датчике;
- сложнее блок управления и логика его работы (требуется обработка результатов датчика и выбор управляющего воздействия, а в основе контроллера шагового двигателя — просто счётчик);
- проблема фиксирования: обычно решается постоянным притормаживанием перемещаемого элемента либо вала электродвигателя (что ведёт к потерям энергии) либо применение червячных/винтовых передач (усложнение конструкции) (в шаговом двигателе каждый шаг фиксируется самим двигателем).
- сервоприводы, как правило, дороже шаговых.

Сервопривод, однако, возможно использовать и на базе шагового двигателя или в дополнение к нему до некоторой степени совместив их достоинства и устранив конкуренцию между ними (сервопривод осуществляет грубое позиционирование в зону действия соответствующей параметрической системы шагового двигателя, а последняя осуществляет окончательное позиционирование при относительно большом моменте и фиксации положения).
P.S.:
Проблемы фиксирования никакой нет в сервоприводе в отличие от шагового. Высокоточное позиционирование и удержание в заданной позиции обеспечивается работой электрической машины в вентильном режиме, суть которого сводится к её работе в качестве источника силы. В зависимости от рассогласования положения (и других координат электропривода) формируется задание на силу. При этом несомненным преимуществом сервопривода является энергоэффективность: ток подается только в том необходимом для того объеме, чтобы удержать рабочий орган в заданном положении. В противоположность шаговому режиму, когда подается максимальное значение тока, определяющее угловую характеристику машины. Угловая характеристика машины аналогична при малых отклонениях механической пружине, которая пытается «притянуть» рабочий орган в нужную точку. В шаговом приводе чем больше рассогласование положения, тем больше сила при неизменном токе.

## Виды сервопривода
1. Сервопривод вращательного движения
- Синхронный
- Асинхронный

2. Сервопривод линейного движения
- Плоский
- Круглый

Синхронный сервопривод — позволяет точно задавать угол поворота (с точностью до угловых минут), скорость вращения, ускорение. Разгоняется быстрее асинхронного, но во много раз дороже.
Асинхронный сервопривод (Асинхронная машина с датчиком скорости) — позволяет точно задавать скорость, даже на низких оборотах.
Линейные двигатели — могут развивать огромные ускорения (до 70 м/с²).
3. По принципу действия
- Электромеханический
- Электрогидромеханический

У электромеханического сервопривода движение формируется электродвигателем и редуктором.
У электрогидромеханического сервопривода движение формируется системой поршень-цилиндр. У данных сервоприводов быстродействие на порядок выше в сравнении с электромеханическими.

## Применение
Сервоприводы применяются для точного (по датчику) позиционирования (чаще всего) приводимого элемента в автоматических системах:
- управляющие элементы механической системы (заслонки, задвижки, углы поворота)
- рабочие органы и заготовки в станках и инструментах

Сервоприводы вращательного движения используются для:
- Промышленных роботов.
- Станков с ЧПУ.
- Полиграфических станков.
- Промышленных швейных машин.
- Упаковочных станков.
- Приборов.
- Авиамоделирования.

Сервоприводы линейного движения используются, например, в автоматах установки электронных компонентов на печатную плату.

### Серводвигатель

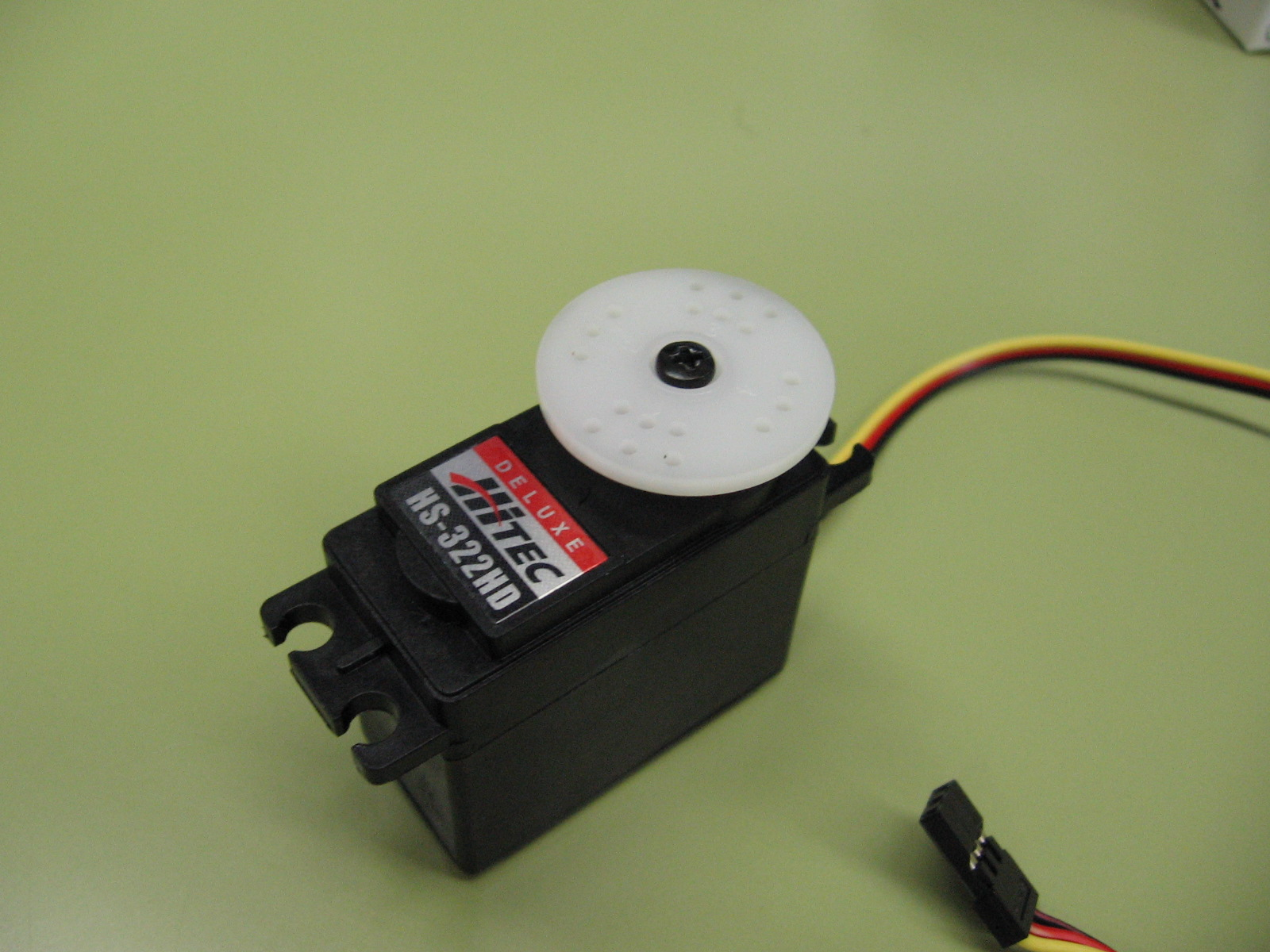
Сервомотор для авиамоделизма

Серводвигатель — сервопривод с мотором, предназначенный для перемещения выходного вала в нужное положение (в соответствии с управляющим сигналом) и автоматического активного удержания этого положения.
Серводвигатели применяются для приведения в движение устройств, управляемых поворотом вала, например, для открытия и закрытия клапанов, переключателей и так далее.
Важными характеристиками сервомотора являются динамика двигателя, равномерность движения, энергоэффективность.
Серводвигатели широко применяются в промышленности, например, в металлургии, в станках с ЧПУ, прессо-штамповочном оборудовании, автомобильной промышленности, тяговом подвижном составе железных дорог.
В основном в сервоприводах использовались 3-полюсные коллекторные двигатели, в которых тяжелый ротор с обмотками вращается внутри магнитов.
Первое усовершенствование, которое было применено — увеличение количества обмоток до 5. Таким образом, вырос вращающий момент и скорость разгона. Второе усовершенствование — это изменение конструкции мотора. Стальной сердечник с обмотками очень сложно раскрутить быстро. Поэтому конструкцию изменили — обмотки находятся снаружи магнитов и исключено вращение стального сердечника. Таким образом уменьшился вес двигателя, уменьшилось время разгона и возросла стоимость.
Ну и наконец, третий шаг — применение бесколлекторных двигателей. У бесколлекторных двигателей выше КПД, так как нет щёток и скользящих контактов. Они более эффективны, обеспечивают большую мощность, скорость, ускорение, вращающий момент.